# Пурлига
Пурлига́ (рос. Пурлыга, башк. Пурлыға) — присілок у складі Біжбуляцького району Башкортостану, Росія. Входить до складу Базлицької сільської ради.
Населення — 67 осіб (2010; 83 в 2002).
Національний склад:
- чуваші — 86 %